# Buster Benton
Pour les articles homonymes, voir Benton.
'Arley Buster Benton, né le 19 juillet 1932 à Texarkana en Arkansas et mort le 20 janvier 1996 à Chicago, est un chanteur et guitariste de blues américain. 
Il a joué de la guitare dans les Blues All-Stars de Willie Dixon et est surtout connu pour son interprétation en solo de la chanson de Dixon Spider in My Stew.

## Discographie
- Spider in My Stew (Ronn, 1978)
- Blues Buster (Red Lightnin', 1979)[3]
- Buster Benton Is the Feeling (Ronn, 1980)
- First Time in Europe (Blue Phoenix, 1983)
- Why Me (Ichiban, 1988)
- Money's the Name of the Game (Ichiban, 1989)[4]
- I Like to Hear My Guitar Sing (Ichiban, 1991)
- Blues at the Top (Evidence Music, 1993)
- That's the Reason (Ronn, 1997)
- Blues and Trouble (Black & Blue, 2002)[5]